# Morfologia (linguística)
A morfologia ("morf(o)-" e "-logia" são provenientes do grego transliterado morphe que significa "forma" e logía que significa "estudo") trata de um modo geral do estudo da estrutura e formação das palavras. Ao estudar morfologia, estudamos a formação de palavras através de elementos morfológicos (ou mórficos), que são as unidades que formam uma palavra. Alguns elementos morfológicos são: radical, tema, vogal temática, vogal ou consoante de ligação, afixo, desinência (nominal ou verbal).
Em linguística, no nível de análise morfológica encontramos duas unidades formais: a palavra e o morfema. Uma das questões centrais no estudo da morfologia é decidir se a abordagem será pela perspectiva do morfema ou se a partir da palavra, da formação e da classificação das palavras. A peculiaridade da morfologia é estudar as palavras olhando para elas isoladamente e não dentro da sua participação na frase ou período. A Gramática tradicional fez opção clara pela abordagem a partir da perspectiva da palavra, tanto que a morfologia tradicional é centrada no estudo das classes de palavras. Alguns linguistas sugerem que a abordagem a partir dos morfemas é mais sensata, vistas as dificuldades da percepção da morfologia em algumas palavras. Apesar de em algumas situações serem mais perceptíveis.
Na morfologia, há classes de palavras variáveis (substantivos, adjetivos, verbos, pronomes, numerais e artigos) e invariáveis (advérbios, conjunções, interjeições e preposições).

## Formação das palavras
Na morfologia existem vários tipos de formação, entre estes processos temos a formação por derivação; por composição, onde palavras são formadas por aglutinação ou justaposição; por redução ou abreviação; por empréstimos lexicais; na criação de neologismos.